# 1er corps d'armée (Empire allemand)
Pour les articles homonymes, voir 1er corps d'armée.
Le 1er corps d'armée, (en allemand : I. Armeekorps) est une grande unité de l'armée impériale allemande basée à Königsberg. Elle participe à la guerre franco-prussienne de 1870-1871 et à la Première Guerre mondiale (sur le front de l'Est)

## Ordres de bataille

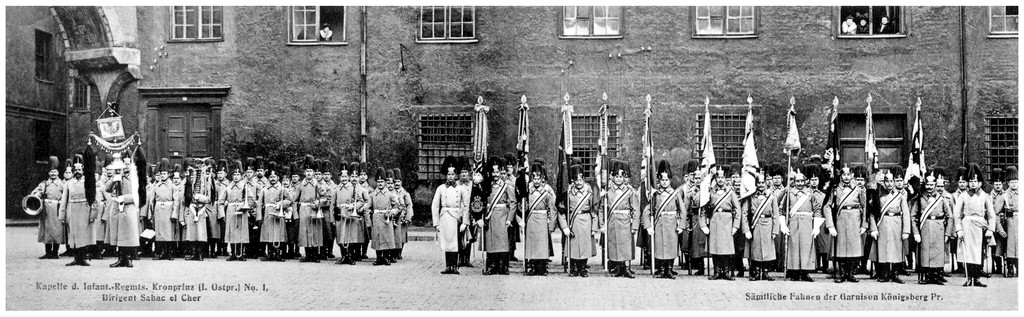
Drapeaux de la garnison de Königsberg.

### 1893
- 1re division d'infanterie à Königsberg
- 2e division d'infanterie à Königsberg
- 1er régiment d'artillerie à pied à Königsberg
- 1er bataillon de chasseurs à pied à Ortelsbourg
- 1er bataillon du génie à Königsberg
- 18e bataillon du génie à Königsberg
- 1er bataillon du train à Königsberg
- 4 unités issues du district de la Landwehr

### 1900
- 1re division d'infanterie
- 2e division d'infanterie
- 37e division d'infanterie à Allenstein
- 1er bataillon de chasseurs à pied
- Escadron de chasseurs à cheval du 1er corps d'armée
- 1er régiment d'artillerie à pied
- 1er bataillon du génie
- 18e bataillon du génie
- 1er bataillon du train
- 11 unités issues du district de la Landwehr[1]

### 1912
- 1re division d'infanterie
- 2e division d'infanterie
- 1er régiment d'artillerie à pied

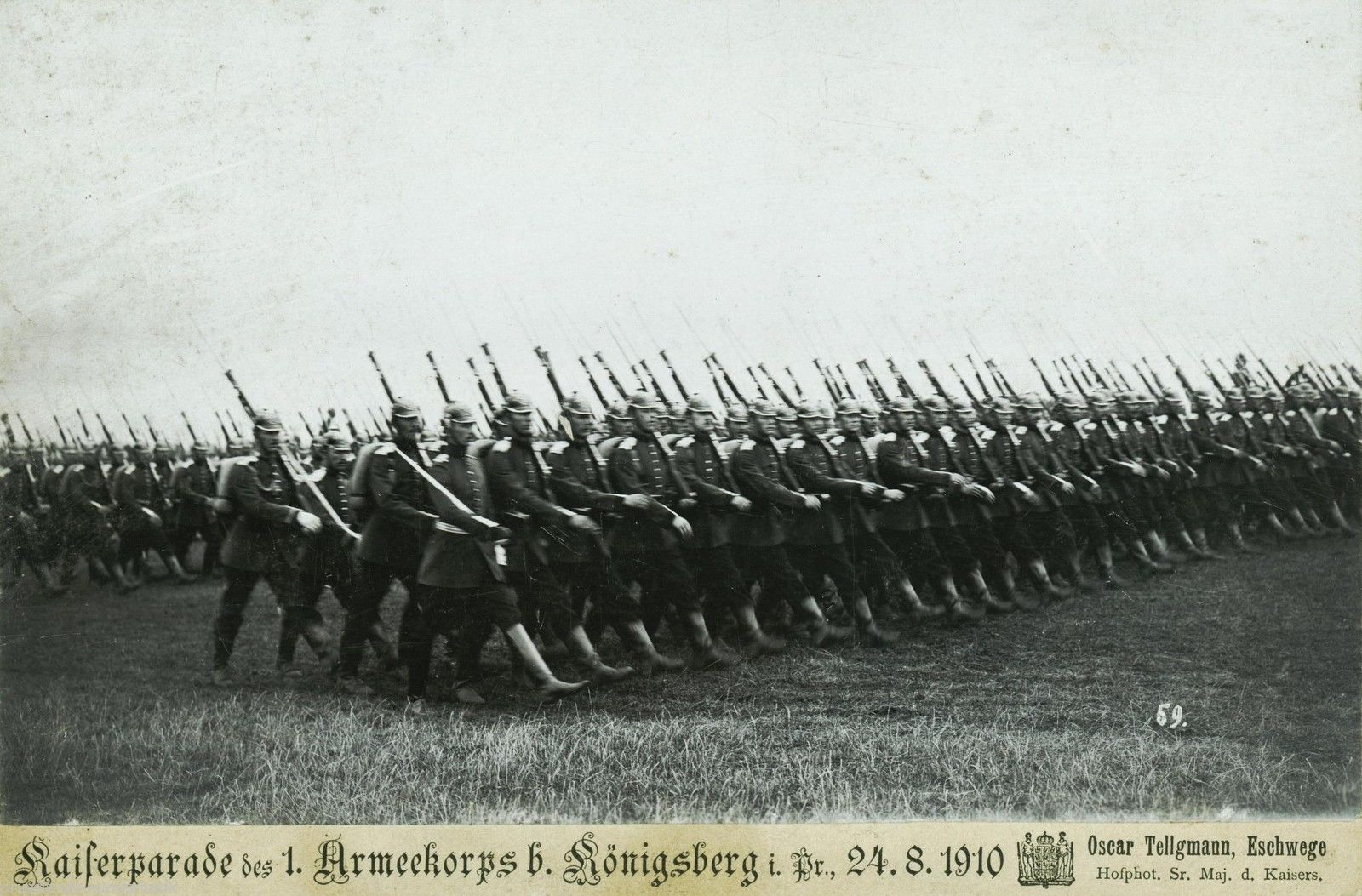
Troupes du 1er corps d'armée lors des manœuvres du Kaiser en 1910.

- Commandement du génie du 1er corps d'armée
  - 1er bataillon du génie à Königsberg
  - 18e bataillon du génie à Königsberg
- 1er bataillon du train à Königsberg
- 8 unités issues du district de la Landwehr[2]

### Organisation en temps de paix en 1914
- 1re division d'infanterie
- 2e division d'infanterie
- 5e détachement de mitrailleuses à Insterbourg
- 1er détachement de mitrailleuses de forteresse à Königsberg
- 1er régiment d'artillerie à pied
- Commandement du génie du 1er corps d'armée
  - 1er bataillon du génie
  - 18e bataillon du génie
- 5e compagnie de téléphone de forteresse à Königsberg
- 5e bataillon de dirigeables (provisoire) à Liegnitz, Allenstein et Posen
- 1er détachement du train[2]

### Ordre de bataille au 2 août 1914
- 1re division d'infanterie
- 2e division d'infanterie
- 2e brigade de cavalerie
- 1er régiment d'artillerie à pied
- 3e bataillon du 15e régiment d'artillerie à pied de réserve
- 1er bataillon du génie
- 1er détachement du train
- 14e détachement d'aviation de campagne

## Histoire opérationnelle

### Guerre franco-prussienne

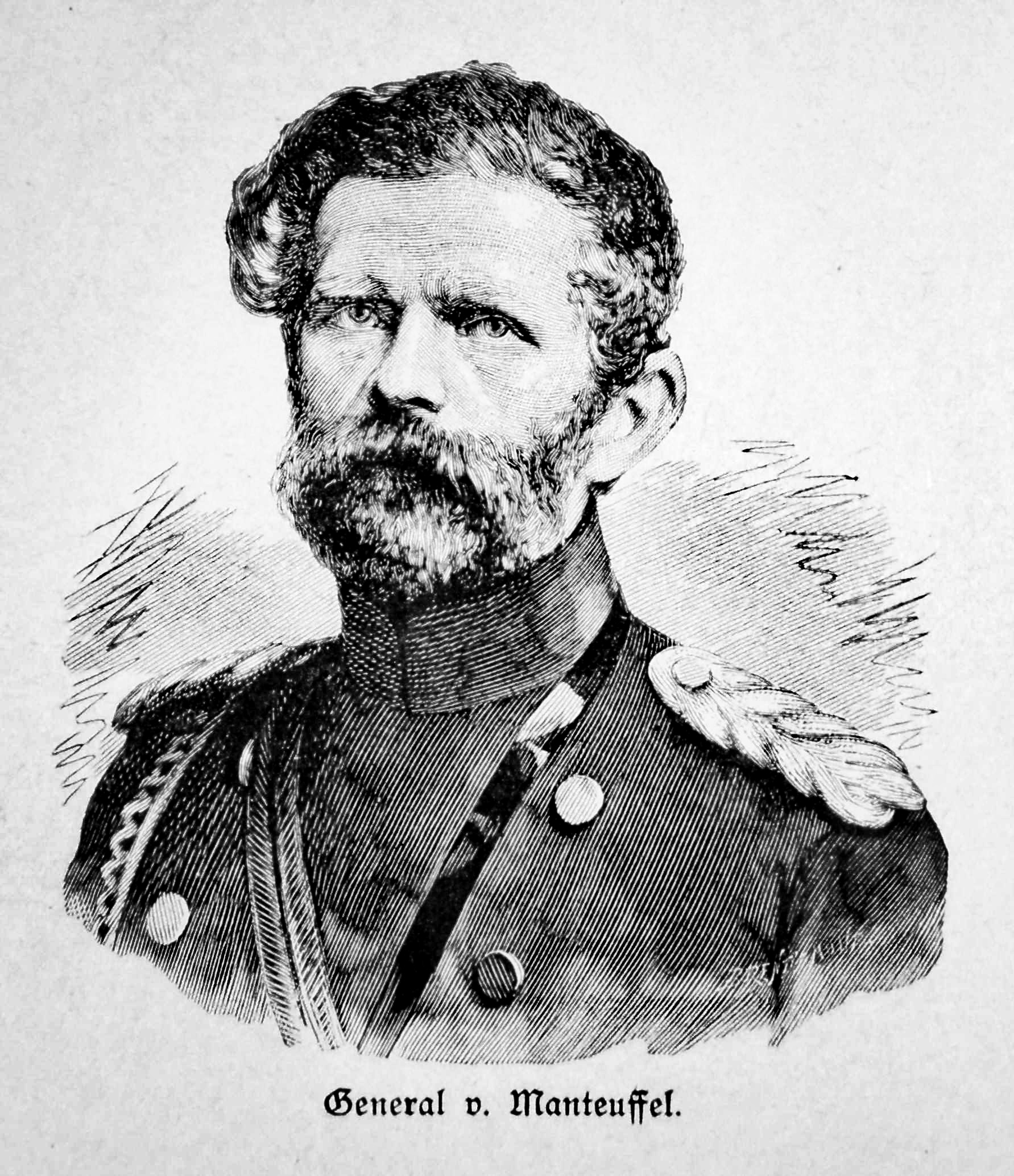
Edwin von Manteuffel

Pendant la guerre contre la France en 1870-1871, le corps d'armée sert de réserve derrière les armées en marche sous le commandement du général Edwin von Manteuffel. Il n'est transporté sur le théâtre d'opérations en Lorraine qu'après la libération de la ligne de chemin de fer vers cette région. La 1re division est dirigée par le Generalleutnant von Bentheim et la 2e division par le General von Pritzelwitz. Lors de la bataille de Colombey le 14 août 1870, le corps d'armée engage la 1re division entre Montoy et Noisseville et subit de lourdes pertes. 
Après avoir participé au siège de Metz et à la chute de la forteresse fin octobre, le général von Manteuffel devint le nouveau commandant en chef de la 1re armée, tout en conservant le commandement du 1er corps d'armée partant vers l'ouest. La 1re brigade commandée désormais par le général von Gayl fut chargée du siège de la forteresse de Verdun, qui fut achevé dès le 8 novembre. La 2e brigade est quant à elle envoyée à la forteresse de Charleville-Mézières, qui est encerclée le 14 novembre.
Le 1er corps d'armée joue ensuite un rôle important dans la bataille d'Amiens, le 27 novembre 1870 puis dans la bataille de Saint-Quentin, qui met fin aux espoirs de briser le siège de Paris.

### Première Guerre mondiale

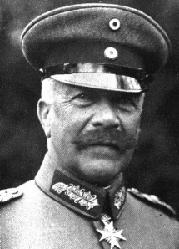
Hermann von François

Lorsque la Première Guerre mondiale éclate en août 1914, le corps d'armée se trouve sous les ordres du général von François et fait partie de la 8e armée sur le front de l'Est. La 1re armée russe sous le commandement de Paul von Rennenkampf pénètre en Prusse orientale sur une largeur de 40 km entre Wischtynjez et Schirwindt (en). Le général von François positionne son 1er corps directement à la frontière, contre l'ordre explicite de son supérieur Maximilian von Prittwitz, et engage le combat à Stallupönen le 17 août. Il est finalement contraint de se retirer en direction de Gumbinnen. À partir du 19 août, le corps participe à la bataille de Gumbinnen. Le 24 août, il prend en charge l'aile droite de la 8e Armée pendant la bataille de Tannenberg.
Comme à Tannenberg, le 1er corps combat le flanc gauche des Russes lors de la bataille des lacs de Mazurie. Le 9 octobre 1914, le général Robert Kosch en prend le commandement et le mène lors de la seconde bataille des lacs de Mazurie.
Le 11 juin 1915, le général von Eben prend la tête du 1er corps d'armée, qui est désormais rattaché au groupe d'armées Gallwitz. À la mi-juillet, il réussit à s'emparer de la forteresse d'Ostrolenka et en août 1915, de Białystok. En septembre 1915, appartenant désormais à la 10e Armée, il réussit à s'emparer de la ville de Vilnius pendant l'offensive de Sventiany et à occuper Dünaburg en octobre 1915. Après ces avancées victorieuses, le front du 1er corps s'enlise dans une guerre de position le long de la Daugava.
Après la perte de Brody lors de l'offensive Broussilov, le 1er corps est envoyé en Galicie le 31 juillet 1916 pour soutenir la 2e armée austro-hongroise. Il réussit à empêcher une incursion russe en Hongrie pendant les combats défensifs de la bataille de septembre. En juillet 1917, le corps d'armée prend part à la contre-attaque sur Tarnopol, qui permet de reconquérir presque entièrement la Galicie orientale. Après la paix de Brest-Litovsk, le général Theodor Mengelbier prend le commandement du 1er corps le 28 mars 1918. Il termine alors la guerre en tant que troupe d'occupation en Ukraine.

## Commandants
| Grade                                   | Nom                                   | Dates                                  |
| --------------------------------------- | ------------------------------------- | -------------------------------------- |
| General der Infanterie                  | Friedrich Wilhelm Bülow von Dennewitz | 3 juin 1814 au 31 mars 1815            |
| Generalleutnant                         | Hans Ernst Karl von Zieten            | 1er avril au 30 octobre 1815           |
| General der Infanterie                  | Friedrich Wilhelm Bülow von Dennewitz | 1er novembre 1815 au 25 février 1816   |
| General der Kavallerie                  | Ludwig von Borstell                   | 5 mars 1816 au 17 juin 1825            |
| Generalleutnant                         | Karl August Adolf von Krafft          | 18 juin 1825 - 29 mars 1832            |
| Generalleutnant                         | Oldwig von Natzmer                    | 30 mars 1832 au 17 septembre 1835      |
| Generalleutnant                         | Oldwig von Natzmer                    | 18 septembre 1835 au 28 novembre 1839  |
| General der Kavallerie                  | Friedrich von Wrangel                 | 29 novembre 1839 au 6 avril 1842       |
| General der Kavallerie                  | Friedrich zu Dohna-Schlobitten        | 7 avril 1842 au 27 mars 1854           |
| General der Infanterie                  | Franz Karl von Werder                 | 28 mars 1854 au 28 janvier 1863        |
| General der Infanterie                  | Adolf von Bonin                       | 29 janvier 1863 au 29 octobre 1866     |
| General der Infanterie                  | Eduard Vogel von Falckenstein         | 30 octobre 1866 au 3 août 1868         |
| General der Kavallerie                  | Edwin von Manteuffel                  | 4 août 1868 au 14 juillet 1873         |
| General der Infanterie                  | Albert von Barnekow                   | 15 juillet 1873 au 4 juin 1883         |
| General der Infanterie                  | Walter von Gottberg (de)              | 5 juin 1883 au 31 mai 1885             |
| General der Infanterie                  | Ewald Christian Leopold von Kleist    | 1er juin 1885 au 14 juin 1889          |
| General der Infanterie                  | Paul Bronsart von Schellendorff       | 15 juin 1889 au 28 juin 1891           |
| Generalleutnant/ General der Infanterie | Hans von Werder (de)                  | 29 juin 1891 au 9 janvier 1895         |
| General der Infanterie                  | Karl Finck von Finckenstein           | 27 janvier 1895 au 24 janvier 1902     |
| General der Infanterie                  | Colmar von der Goltz                  | 27 janvier 1902 au 10 septembre 1907   |
| General der Infanterie                  | Alexander von Kluck                   | 11 septembre 1907 au 30 septembre 1913 |
| General der Infanterie                  | Hermann von François                  | 1er octobre 1913 au 3 octobre 1914     |
| Generalleutnant                         | Adalbert von Falk                     | 4 au 7 octobre 1914                    |
| General der Infanterie                  | Robert Kosch                          | 8 octobre 1914 au 10 juin 1915         |
| General der Infanterie                  | Johannes von Eben                     | 11 juin 1915 au 4 juin 1917            |
| General der Infanterie                  | Arnold von Winckler                   | 5 juin 1917 au 25 février 1918         |
| Generalleutnant                         | Wilhelm Groener                       | 27 février au 27 mars 1918             |
| Generalleutnant                         | Theodor Mengelbier                    | 28 mars au 13 décembre 1918            |
| General der Infanterie                  | Johannes von Eben                     | 14 décembre 1918 au 14 février 1919    |
| Generalleutnant                         | Ludwig von Estorff                    | 25 février au 20 septembre 1919        |